# Heteronotia binoei
Heteronotia binoei (eng. Bynoe’s gecko) ist ein kleiner in Australien beheimateter Vertreter der Geckos (Gekkonidae). Besonders an der Art ist die variierende Färbung und die Struktur und Zeichnung der Haut. Die Schuppen auf dem Rückenkamm (hervorstehende Wirbelsäule) sind klein und stachelartig. Dieses äußerliche Merkmal verleiht ihm seinen alternativen Namen „Kaktus-Gecko“ (eng. „prickly gecko“). Ein Phänomen in der Fortpflanzung ist, dass bei einigen Populationen sich die Weibchen ausschließlich ungeschlechtlich vermehren. Die nachtaktiven Tiere verkriechen sich tagsüber in ihre Verstecke an den unterschiedlichsten Orten, wie z. B. unter Baumstämmen, in fremden unterirdischen Tunneln, unter Felsen und sogar unter menschlichem Müll.

## Beschreibung
Die Tiere dieser Art haben untereinander in ihrem Aussehen starke Schwankungen. Die Körperfarbe reicht von braun bis rötlich-braun, über grau und auch gelblich-braun, bis hin zu schwarz. Die Haut ist nicht einfarbig, sondern in der Regel unregelmäßig mit hellen und dunklen Streifen, Stellen und Flecken gemustert. Heteronotia binoei hat auf beiden Gesichtshälften je einen charakteristischen Streifen der jeweils am Mundwinkel entspringt und über die Augen bis hin zum Hals verläuft. Die kleinen Geckos haben einen schmalen Körper und einen langen, schmalen Schwanz. Insgesamt fasst seine Kopf-Rumpf-Länge bis zu 5,4 cm und mit Schwanz ca. 12 cm. Seine dünnen Zehen sind mit starken Krallen bestückt, aber anders als bei vielen anderen Geckoarten haben sie ein zurückgebildetes Zehenpolster. Der Rücken ist neben den Schuppen auch mit vergrößerten Tuberkeln bedeckt, welche verstreut in einem unregelmäßigen Muster angeordnet sind. Dieses ungleiche Muster hebt die Art von den anderen Vertretern der Gattung Heteronotia ab, da die Tuberkeln bei den anderen Arten in Reihen angeordnet sind. Wie typisch für alle Geckos hat auch Heteronotia binoei einen relativ großen Kopf und große Augen. Die Augenlider fehlen jedoch, stattdessen befindet sich an der Stelle eine transparente Schuppe. Da der Gecko nicht blinzeln kann, hält er seine Augen sauber, indem er mit der Zunge über die Hornhaut leckt. Sie haben gut entwickelte Stimmbänder und sind somit in der Lage eine Vielzahl von Tönen zu erzeugen. Es wird vermutet, dass vom Heteronotia binoei noch einige unbeschriebene Unterarten existieren.

## Verhalten
Die nachtaktiven Tiere verlassen ihr Versteck nach Einbruch der Dunkelheit. Sie gehen auf die Jagd nach Insekten und anderen Wirbellosen, die unter Laub oder auf Grasflächen/Feldern leben. Die fast ausschließlich bodenbewohnenden Tiere können bei Gelegenheit auch auf Bäume und Felsen klettern. Heteronotia binoei ist in der Lage bei Gefahr oder bei einer Störung sehr schnell zu fliehen. Wie andere australische Geckos ist auch Heteronotia binoei ein Opfer von seinen natürlichen Feinden (z. B. Raubbeutler) und von den eingeschleppten Raubtieren (z. B. Fuchs, Hauskatze usw.). Die Opfer durch die natürlichen Feinde können die Populationen problemlos wegstecken, aber die neuen Feinde töten zu viele, sodass die Tiere sehr langsam weniger werden. In manchen Teilen Australiens wurde berichtet, dass bei den Männchen der Fortpflanzungshöhepunkt zwischen Juli und September liegt, während die Eier der Weibchen erst von September bis Januar gefunden wurden. Unter Steinen, in hohlen Baumstämmen oder in Höhlen anderer Tiere legen die Weibchen zwei Eier. Die Schale der Eier ist weich, doch sie verhärtet sich und wird spröde, wenn sie an die Luft kommt. Die jungen Geckos erreichen ihre Geschlechtsreife in ca. ein bis drei Jahren. Heteronotia binoei ist eine ungewöhnliche Art, da einige Weibchen ihrer Population ungeschlechtlich Nachwuchs, aus unbefruchteten Eiern, produzieren können. Diesen außergewöhnlichen Vorgang nennt man Parthenogenese. Diese Populationen enthalten nur Weibchen die in der Lage sind sich ohne Männchen zu vermehren. Sowohl die sexuellen als auch die asexuellen Populationen sind interessanterweise beide weit über den australischen Kontinent verbreitet. Wobei die asexuellen Populationen vor allem in den zentralen und westlichen Wüsten beheimatet sind. Die Verbreitungsgebiete der sexuell verschiedenen Populationen überlappen sich gebietsweise.

## Verbreitung
Heteronotia binoei ist endemisch in Australien, wo er fast über den ganzen Kontinent verbreitet ist. Sogar auf den vorgelagerten Inseln entlang der Westküste, wie auf Barrow Island, ist der kleine Gecko beheimatet.

## Lebensraum
Der Gecko lebt in einer Vielzahl von trockenen und offenen Lebensräumen in ganz Australien. Am häufigsten lebt er im Wald, im Grünland und in zerstörten Lebensräumen, wie z. B. Äcker und Felder. Die an landlebende Art findet in nahezu jedem Gelände Zuflucht. Sie halten sich auf in der Bodenvegetation, an Baumstümpfen, unter Steinen, in Termitenhügeln oder unter loser Rinde an Baumstämmen als auch in Tierhöhlen. Selbst unter vom Menschen gemachtem Schutt finden sie Schutz.

## Gefährdung
Dank seines weiten Verbreitungsgebietes wurde der Heteronotia binoei noch nicht von der IUCN eingestuft.

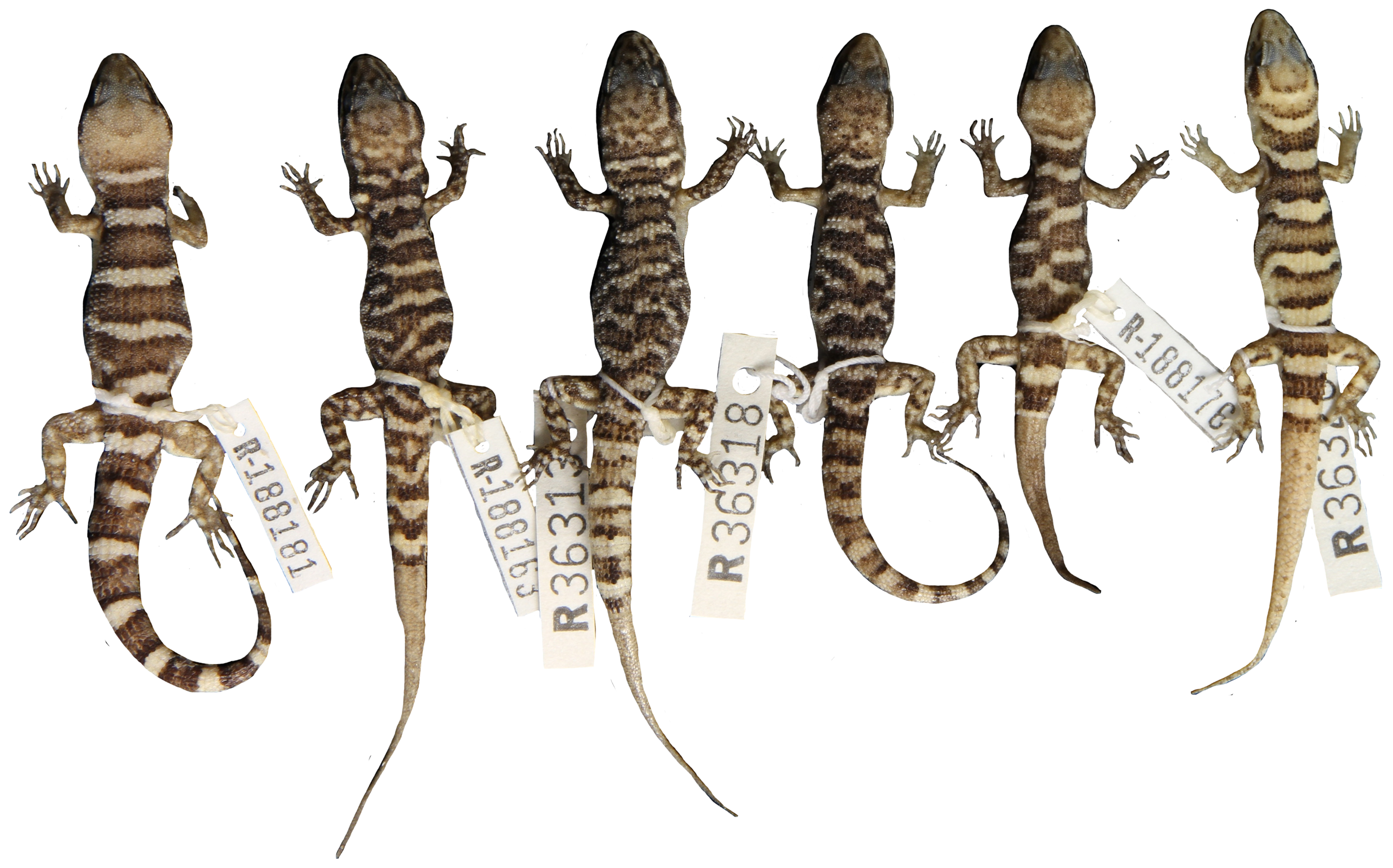
Verschiedene Farbvariationen

## Bedrohung
Heteronotia binoei zählt zu den in Australien am häufigsten vorkommenden Echsen. Es ist nicht bekannt, ob die Art in längerer Sicht vom Aussterben bedroht sein könnte.

## Schutz
Derzeit sind keine besonderen Schutzmaßnahmen für die Erhaltung dieser Art bekannt. Auf Barrow Island sind alle dort lebenden Reptilienarten unter Schutz gestellt, somit auch Heteronotia binoei.